# 萧颖士
蕭穎士（707年—758年），字茂挺。颍州汝阴（今安徽阜阳）人，祖籍南兰陵郡兰陵县（今江苏省常州市武进区）。

## 生平
南朝梁鄱阳王萧恢的七世孙。四歲能文，十歲補太學生。開元二十三年（735年）進士，對策第一，天宝初年，補秘書正字。自恃才華，傲慢無比，常自携一壶，逐胜郊野。奉使到民間搜括遺書，結果久未復命，被劾免官。留客濮陽教授，以推引后进为己任，教誨弟子堅持道德與文章，认为“学也者，所务乎宪章典法，膏腴德义而已”，反对“征辨说，摭文字”，人稱蕭夫子。後召為集賢校理，不肯依附宰相李林甫，受其排斥，出为广陵参军事，作《伐樱桃树赋》。結果激怒李林甫，被免官。蕭穎士與李華齊名，世称“萧李”。
倭国派遣使臣来朝，願聘请萧夫子为师，因中书舍人张渐等反對而止。安史之乱時，曾为山南节度使源洧掌书记，谏言坚守南阳。宰相崔圓讓他做扬州功曹参军，僅一日便掛冠而去。蕭穎士一生仕途多舛，晚年棄官，客死汝南，谥曰文元先生。其作品大多散佚，后人辑有《萧茂挺文集》一卷，收入《四库全书》。

## 家庭
蕭穎士為南梁鄱阳忠烈王萧恢的七世孫，唐朝太子太保、梁安公蕭造的五世孫。

### 子孫
- 子：萧存，字伯诚，一字成性，官至尚书比部郎中，夫人河东裴氏[1][2][3]
  - 孫：蕭夐[1]，早卒無後[3]
  - 孫：萧東，有二子，為州縣屬吏[3]
  - 孫：蕭奐[1]，早卒無後[3]
  - 孫：蕭愿[1]，早卒無後[3]
- 子：萧實[2]
- 女：萧氏，嫁柳中庸[3]

## 延伸阅读
[在维基数据编辑]
 在维基文库阅读此作者作品
 《舊唐書·卷190下》，出自刘昫《舊唐書》
 《新唐書/卷202》，出自《新唐書》